# 兩棲突擊艦

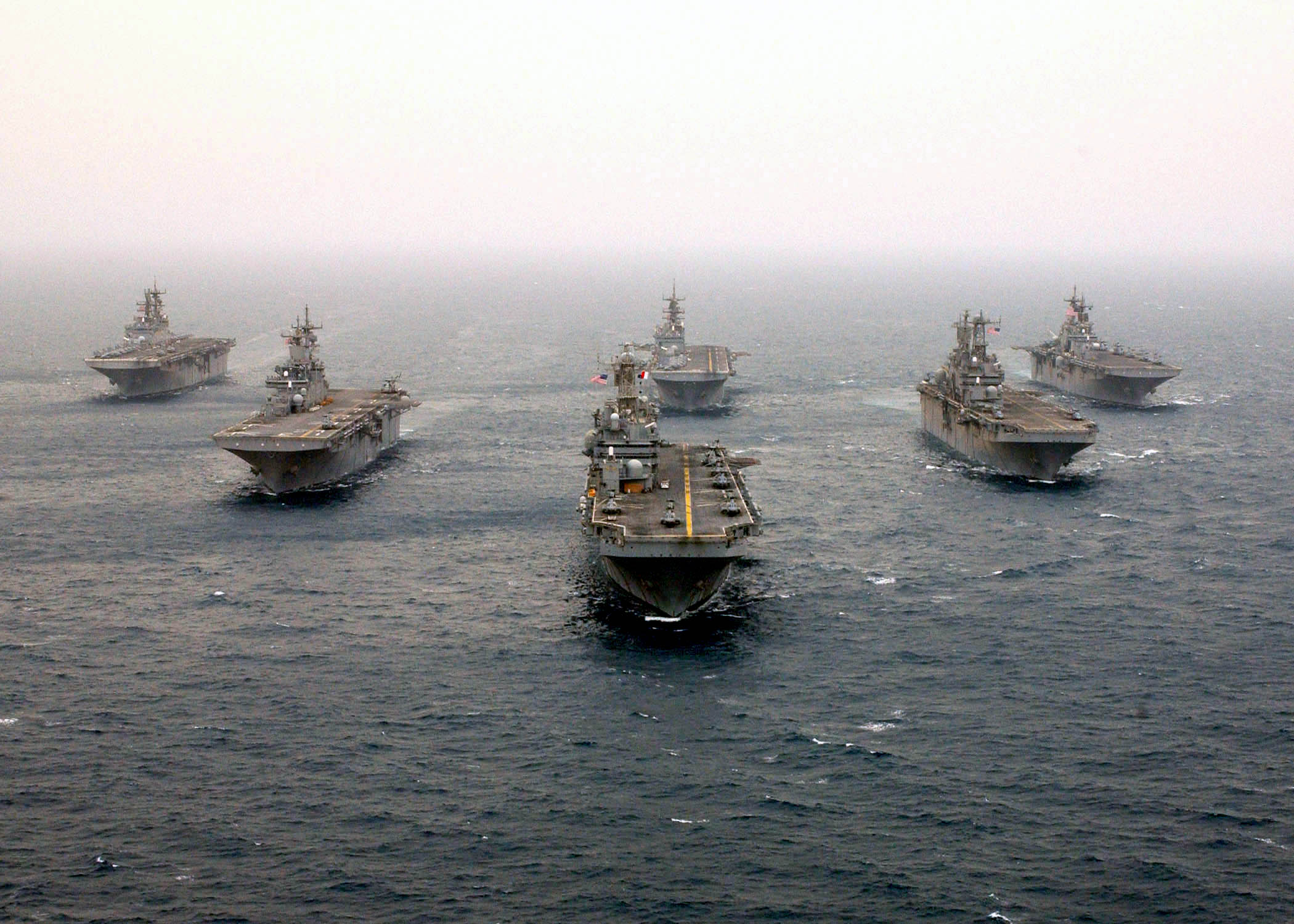
在2003年的伊拉克战争中，美國海軍第51特遣隊（CTF-51）以六艘兩棲突擊艦所組成的艦隊核心群航行於北波斯灣上。編組中包括前排的旗艦塔拉瓦號兩棲攻擊艦，與後排由圖左起的好人理查號、基爾薩吉號、巴丹號兩棲突擊艦、賽班號兩棲突擊艦與拳師號兩棲突擊艦。CTF-51是自從韓戰時期的仁川登陸戰之後，史上規模最大的兩棲作戰艦隊。

兩棲突擊艦（英語：Amphibious assault ship）是一种用来在敌方沿海地区進行两栖作战時，在戰線後方提供空中與水面支援的軍艦。这种军舰由直升機航空母艦发展而来，但是大部分也結合了船坞登陆舰的坞舱設計，可装载登陆艇、氣墊登陸艇、兩棲車輛，甚至垂直起降型戰鬥機。且相較於多數航空母艦，不少兩棲突擊艦可擁有更密集的自身防護武器，未必需要其他軍艦保護。
由於兩棲突擊艦是現代軍艦中大小與排水量僅次於航空母艦的類別，因此對於未擁有航空母艦的國家，或是在沒有配置航空母艦的艦隊中，兩棲突擊艦往往會成為艦隊旗艦，具有两栖指挥舰作用。美国通用舰船分类符号将现代两栖突击舰分成三个主要类别，分别是直升机平台登陆舰（LPH）、直升机登陆突击舰（LHA）和直升机登陆船坞舰（LHD）。

## 背景
在二戰中，日本陸軍開發了一型登陸艦，稱為「丙型特殊船」，除了能夠在船尾放出登陸艇，並且擁有直通式甲板，可以起飛航空設備，如偵察機、反潛機等。

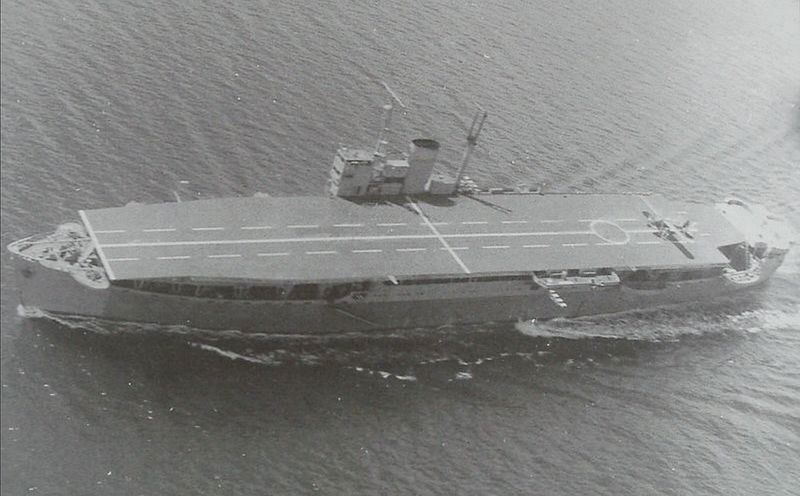
1941年時下水的丙型特種船秋津丸（あきつ丸）。

在二戰結束後，美軍將一艘科芒斯曼特灣級護航航空母艦、一艘卡薩布蘭卡級護航航空母艦和三艘埃塞克斯級航空母艦改裝成了搭載直昇機的登陸艦，美軍稱之為兩棲突擊艦。

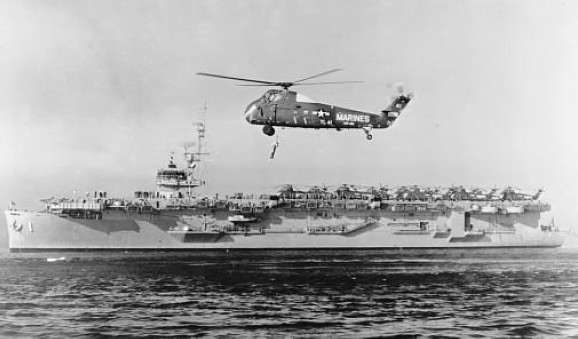
由卡薩布蘭卡級護航航空母艦改裝的LPH-6

由於第二次中東戰爭開啟了直昇機運用在兩棲作戰上的濫觴，美軍發現改裝而來的兩棲攻擊艦不方便使用，於是建造了專為操作大型直升機而設計的硫磺島級兩棲突擊艦。隨後開發的塔拉瓦級通用兩棲突擊艦，加入了船塢登陸艦的塢艙設計，改裝後的塔拉瓦級將垂直起降战斗机也納入了兩棲突擊艦的編制並提供两栖作战的掩护和支援作用。美國海軍是目前全球拥有最多两栖攻击舰的單位。

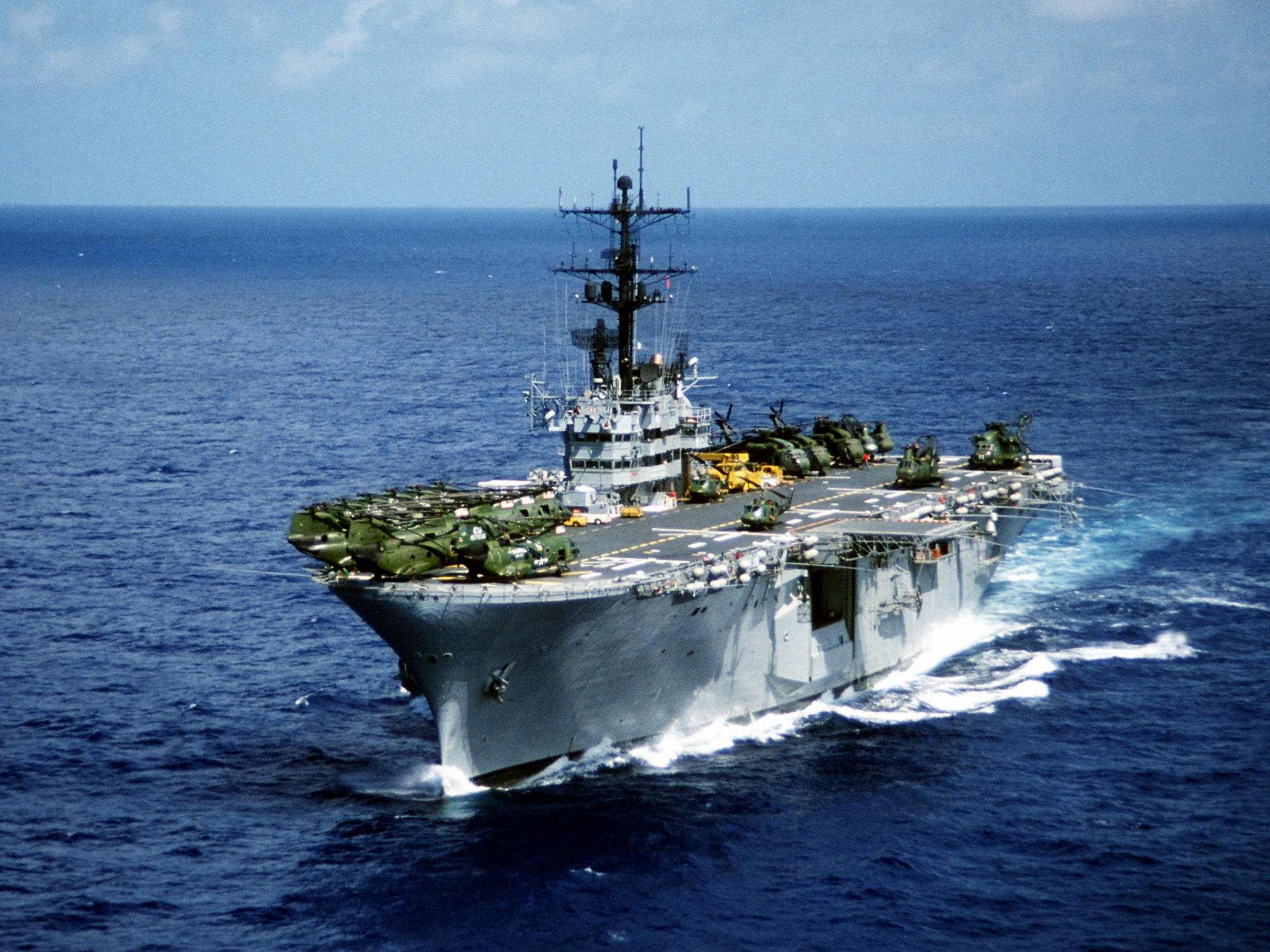
第一型專門設計的兩棲突擊艦—硫磺島級首艦硫磺島號

由于两栖攻击舰发展自直升机航空母艦，因此其继承了航空母艦的特点，比如拥有直通式甲板，可以起降数量较多的直升机和垂直起降战斗机。两栖攻击舰大多数配备有坞舱，可以停放登陆艇，借此可以同时发动空中和水上的登陆行动，不过其比较突出空中的力量，与同属两栖战舰的船坞登陆舰功能相同但性質相反。兩棲突擊艦以空中武力為主、水面武力為輔（垂直起降戰鬥機與攻擊直昇機掃蕩突擊，掩護水面載具與運輸直升機登陸），而船坞登陆舰則以水面投射力量为主，空中武力為輔（掃蕩突擊與登陸主要依靠水面載具自身，攻擊直昇機與運輸直昇機相對較少）。

## 其他稱呼
- 戰略投射艦

西班牙海軍將胡安卡洛斯一世號兩棲攻擊艦稱為戰略投射艦（西班牙語：Buque de Proyección Estratégica）
- 直昇機護衛艦（DDH）

直升機護衛艦（日語：ヘリコプター搭載護衛艦）(DDH)，是日本海上自衛隊的多用途艦船，可以攜帶反潛直升機執行反潛任務，也可以攜帶攻擊直升機掩護攜帶的運輸直升機和傾轉旋翼機執行兩棲登陸任務。2018年，日本內閣批准了日本防衛省的建議，為出雲級直升機驅逐艦加裝耐熱飛行甲板，讓出雲級可部署垂直（短距）起降的定翼機。
- 多用途航空母舰

大西洋號兩棲突擊艦起初被巴西海军归类为PHM，即多用途直升機母艦（葡萄牙語：Porta-Helicópteros Multipropósito），2020年11月改为NAM，即多用途航空母舰（葡萄牙語：Navio-Aeródromo Multipropósito），以彰显其兼具起降固定翼无人机和载人倾转旋翼机的能力。
- 指揮・戰力投射艦

法國海軍將西北風級兩棲突擊艦稱為指揮・戰力投射艦（法語：Bâtiment de Projectiontion et de Commandement）(BPC)

## 各國兩棲突擊艦
| 所属海军           | 舰级（型）    | 服役数量 | 建造/海试中数量 | 首舰服役时间  | 长      | 宽     | 吃水深度 | 排水量（吨） | 备注 | 图片         |
| ------------------ | ------------- | -------- | --------------- | ------------- | ------- | ------ | -------- | ------------ | --- | ------------ |
| 美国海军           | 黄蜂级        | 7艘      | 建造完毕        | 1989年        | 257米   | 31.8米 | 8.1米    | 41,150吨     | 基于塔拉瓦级设计建造，建造8艘，是全球规模最大的单一级别两栖攻击舰。其中1艘好人理查号因火灾提前报废处理。 | USS Wasp LHD |
| 美国海军           | 美利坚级      | 2艘      | 2艘             | 2014年        | 257米   | 32米   | 7.9米    | 45,000吨     | 计划建造11艘，2艘服役，2艘在英戈尔斯造船厂建造中。唯二排水量达到45,000吨的大型两栖攻击舰，设计核心是F-35B战斗机的垂直起降，但不同批次（Flight 0，Flight 1）有细微不同的设计理念                                                                     |              |
| 中国人民解放军海军 | 075型         | 4艘      |                 | 2019年        | 232米   | 36.8米 | 8.1米    | 40,000吨     | 沪东中华造船负责建造。直通甲板上有6个直升机起降点，具有大型两栖坞舱，能同时容纳3艘气垫船。主要用于垂直登陆和两栖兵力投送。 |              |
| 中国人民解放军海军 | 076型         |          | 1艘             | 预计2026年    | 252.3米 | 45米   | 8.5米    | 45,000吨     | 1艘海试中，采用全电推进，是目前唯一一级配备电磁弹射器的两栖突击舰。庞大的排水量，使其能容纳大型机库，整体设计核心是无人机航空母舰，弹射翼龙-10、攻击-11等大型无人机                                                                                 |              |
| 海上自卫队         | 日向级        | 2艘      | 建造完毕        | 2009年        | 197米   | 33米   | 7米      | 19,000吨     | 在海上自卫队的编队里定位为直升机护卫舰（DDH），主要舰载机为直升机 |              |
| 海上自卫队         | 出云级        | 2艘      | 建造完毕        | 2015年        | 248米   | 45米   | 8.5米    | 27,000吨     | 其中出云号于2011年完成初步改装，具备起降F-35B的能力，成为事实意义上的航母。日本在二战后宪法规定不得拥有进攻性武器，但这种改装显然已远远超出“自卫”的需求，引起周边国家批评和警惕                                                                     |              |
| 法国海军           | 西北风级      | 3艘      | 建造完毕        | 2005年        | 199米   | 32米   | 6.3米    | 21,300吨     | 取代老旧的飓风级船坞登陆舰。法国曾于2011年签署了向俄罗斯出口2艘的合同，因克里米亚危机合同取消，后转卖给埃及 |              |
| 埃及海军           | 西北风级      | 2艘      | N/A             | 2016年        | 199米   | 32米   | 6.3米    | 21,300吨     | 法国向俄罗斯出售2艘的合同取消后，被埃及购得 |              |
| 韩国海军           | 独岛级        | 2艘      | 建造完毕        | 2007年        | 199米   | 31米   | 7米      | 19,500 吨    | 韩国海军对第二艘马罗岛号进行大量改装，加强电子系统和甲板加固，使其具备起降F-35B战斗机的能力，因此服役时间比首舰独岛号晚了整整14年。但目前韩国海军更希望在未来的CVX级航空母舰上搭载F-35B战斗机                                                       |              |
| 西班牙海军         | 胡安·卡洛斯号 | 1艘      | 建造完毕        | 2010年        | 230.8米 | 32米   | 7米      | 27,079吨     | 在西班牙海军编队里定位为战略投射舰，舰艏的滑跳起飞甲板可供AV-8B猎鹰II和F-35B战斗机进行短距垂直起降，只建造了一艘 |              |
| 澳大利亚海军       | 堪培拉级      | 2艘      | 建造完毕        | 2014年        | 230.8米 | 32米   | 7米      | 27,500吨     | 2007年澳大利亚和西班牙签订购买合同。根据合约，舰体部分由西班牙负责建造，上层建筑和后期舾装由澳大利亚自己完成。虽然保留了滑跳起飞甲板，但澳大利亚并未购买F-35B战斗机，也没有对堪培拉级的甲板进行耐热加固处理。澳大利亚政府也明确表示没有航母化的计划 |              |
| 土耳其海军         | 阿纳多卢号    | 1艘      | 建造完毕        | 2023年        | 230.8米 | 32米   | 7米      | 27,079吨     | 由西班牙提供图纸和技术规范，在土耳其船厂建造，有耐热加固的甲板，具备短距垂直起降能力。2019年因土耳其向俄罗斯购买S-400导弹而被禁止获得F-35B战斗机，目前可以起降自研的TB3无人机                                                                       |              |
| 意大利海军         | 第里雅斯特级  | 1艘      | 建造完毕        | 2024年        | 245米   | 36米   | 7.2米    | 38,000吨     | 吨位超过加富尔号航空母舰，是意大利二战后建造的吨位最大的军舰。甲板部分区域有一定的加固，能小负荷承受F-35B战斗机的起降 |              |
| 巴西海军           | 大西洋号      | 1艘      | N/A             | 1998年 2018年 | 203.4米 | 35米   | 6.5米    | 21,500吨     | 原为1998年服役的英国皇家海军海洋号两栖攻击舰，2018年退役后被巴西以8460万英镑购得。入手后巴西曾对其进行了小幅度改装 |              |
| 俄罗斯海军         | 23900型       |          | 2艘             | 预计2028年    | 220米   | 38米   | 7米      | 40,000吨     | 因克里米亚危机，原定从法国购买两艘西北风级的合同被取消，转而自行研制建造，卫星照片显示正在分段建造中 |              |